# Hawkei
Hawkei – australijski wielozadaniowy samochód opancerzony opracowany przez firmę Thales Australia. Pojazd ma zastąpić używane do tej pory w armii australijskiej samochody Land Rover.
Pancerz pojazdu został opracowany przez izraelską firmę Plasan. Zapewnia on ochronę przed pociskami małokalibrowej broni strzeleckiej i odłamkami artyleryjskimi. Ponadto dno ma kształt litery V, co polepsza ochronę pojazdu przed minami i IED. Hawkei w warunkach polowych w ciągu 30 minut można wyposażyć w dodatkowy pancerz.
Pojazd Hawkei przystosowano do montażu różnego uzbrojenia: karabinu maszynowego, granatnika automatycznego lub uzbrojonej wieży bezzałogowej RCWS, zdalnie sterowanej z pojazdu.
Hawkei napędzany jest 3,2 l silnikiem Steyr z 7 biegową skrzynią biegów (6 do przodu i 1 do tyłu).
Pojazd jest bardzo mobilny. Można transportować go podwieszonego do śmigłowca CH-47 Chinook, a także na pokładzie samolotu transportowego C-130 Hercules.